# 独占!女の60分
『独占!女の60分』（どくせん おんなのろくじっぷん）は、1975年10月4日から1992年3月28日までテレビ朝日（放送開始当初はNETテレビ）で毎週土曜 12:00 - 13:00 （日本標準時）に生放送されていた土曜昼のバラエティ番組である。

## 概要
主婦をターゲットにしていた番組で、番組のレギュラーには女性出演者と女性リポーターしか登場しない構成、「女のための、女による、女の60分」をキャッチフレーズに掲げていた。しかしながら、企画内容はラブホテルの紹介、夜の日比谷公園の取材、日活ロマンポルノの撮影現場潜入など、土曜昼のテレビ番組としては過激なものもあった。当初は水の江瀧子がメイン司会を、丹下キヨ子と宮城千賀子がサブ司会（ご意見番）を務めていた。取材リポートを「アタック」、リポーターを「アタッカー」と称していた。
しかし、放送開始から7年半後の1983年春にサブ司会の丹下が降板。それから4年後の1987年春にはメイン司会の水の江とサブ司会の宮城も降板し、以後は岩井友見がメイン司会を、アタッカーOGのキャシー中島ら数人がサブ司会を務めるようになった。と同時に、冒頭のキャッチフレーズも廃止された。この頃から内容も柔和なもの（例えば、トライアスロンなどのスポーツに挑戦した企画など）が多くなっていった。
1992年春の改編で帯番組に昇格。平日12時台へ移動し、『お昼の独占!女の60分』と改題して放送されるようになったが、こちらは半年で終了した。

## 歴代司会者

### メイン司会者
- 水の江瀧子（1975年10月 - 1987年3月） - 司会降板とともに芸能界を引退。
- 岩井友見（現：11代目岩井半四郎。1987年4月 - 1992年3月）

### サブ司会者（ご意見番）
- 丹下キヨ子（1975年10月 - 1983年3月） - 体調不良により降板し、同時に芸能界を引退。
- 宮城千賀子（1975年10月 - 1987年3月）
- 松崎悦子（チェリッシュ、1987年4月 - 1988年12月）
- キャシー中島（1988年10月 - 1991年3月）
- 山谷えり子（1989年） - 松崎の降板から今の登板までの期間、「助っ人ご意見番」として不定期で出演。
- 今陽子（1989年4月 - 1990年3月）
- 清水由貴子（1991年4月 - 1992年3月）

## 歴代アタッカー（リポーター）と代表的なアタック

### 水の江瀧子時代
- 清水クーコ
- 泉アキ
- 松原愛
- 四季穂
- 岩城徳栄
- 一谷伸江
- キャシー中島
- 菊田あや子
- シェリー
- 滝沢麗子
- 十勝花子
- 大川直子

### 岩井友見時代
- 山岸真弓 - わんこそば大食い
- 五味保恵 - 女みこし
- KUROKO - モトクロス
- 朝井夏海 - サーカス綱渡り
- 市川かおり - トライアスロン
- 鴨美鈴 - スノーボード
- 早加奈央 - タコ釣り
- 原江梨子（現：原めぐみ） - バルセロナオリンピック聖火ランナー
- 紅理子 - 女ラグビー
- 相馬ひろみ - 鹿の角きり
- 杉田こゆり - つらいアスロン
- 井上明子 - -スパゲッティ早食いコンテスト
- ペコちゃん（現：オオタスセリ） - トド狩り
- 立原友香 - 浜名湖うなリンピック
- 柏木みどり - ガタリンピック
- 村上真弓 - 雪上モトクロス
- 中安みゆき - マツタケ狩り
- 前川美子里 - スキー
- 内田あゆみ - マラソン
- 冨永みーな - 映画紹介
- 野沢貴子 - レディス駅伝
- 水嶋理恵 - テニス

## ネット局
◎＝は後継番組である『お昼の独占!女の60分』も放送していた局。○は『お昼の独占!女の60分』を同一地域の他局で放送していた局。
系列は放送当時のもの。
| 放送対象地域   | 放送局             | 系列                          | 備考                                                                                            |
| -------------- | ------------------ | ----------------------------- | ----------------------------------------------------------------------------------------------- |
| 関東広域圏     | テレビ朝日         | テレビ朝日系列                | ◎制作局 1977年3月まではNETテレビ                                                                |
| 北海道         | 北海道テレビ       | テレビ朝日系列                | ◎1989年3月打ち切り                                                                              |
| 青森県         | 青森朝日放送       | テレビ朝日系列                | ◎1991年10月開局から                                                                             |
| 山形県         | 山形テレビ         | フジテレビ系列                | ○途中打ち切り（打ち切り時期不明） 1977年4月の時点では、月曜0:35（日曜深夜）から放送されていた。 |
| 宮城県         | 東日本放送         | テレビ朝日系列                | ◎                                                                                               |
| 福島県         | 福島中央テレビ     | 日本テレビ系列 テレビ朝日系列 | 1975年10月から1980年3月まで放送。                                                               |
| 福島県         | 福島放送           | テレビ朝日系列                | ◎1981年9月19日のサービス期間から放送。                                                          |
| 新潟県         | 新潟総合テレビ     | フジテレビ系列 テレビ朝日系列 | 1983年9月まで 現：NST新潟総合テレビ 1981年3月までは日本テレビ系列とのクロスネット局             |
| 新潟県         | 新潟テレビ21       | テレビ朝日系列                | ◎1983年10月開局から                                                                             |
| 長野県         | 長野放送           | フジテレビ系列                | 1975年10月4日から1976年10月16日まで                                                             |
| 長野県         | テレビ信州         | テレビ朝日系列 日本テレビ系列 | 1980年10月4日から1991年3月2日まで                                                               |
| 長野県         | 長野朝日放送       | テレビ朝日系列                | ◎1991年4月開局から                                                                              |
| 静岡県         | 静岡けんみんテレビ | テレビ朝日系列                | ◎現：静岡朝日テレビ、1978年7月開局から 1979年6月までは日本テレビ系列とのクロスネット局          |
| 富山県         | 北日本放送         | 日本テレビ系列                | 1976年時点で土曜 12:00 - 12:54にて放送。                                                        |
| 石川県         | 石川テレビ         | フジテレビ系列                | 途中打ち切り                                                                                    |
| 石川県         | 北陸朝日放送       | テレビ朝日系列                | ◎1991年10月開局から                                                                             |
| 中京広域圏     | 名古屋テレビ       | テレビ朝日系列                | ◎                                                                                               |
| 岐阜県         | 岐阜放送           | 独立UHF放送局                 | ○                                                                                               |
| 三重県         | 三重テレビ         | 独立UHF放送局                 | ○                                                                                               |
| 京都府         | 近畿放送           | 独立UHF放送局                 | ○現：KBS京都                                                                                    |
| 和歌山県       | テレビ和歌山       | 独立UHF放送局                 | ○                                                                                               |
| 兵庫県         | サンテレビ         | 独立UHF放送局                 | ○                                                                                               |
| 広島県         | 広島ホームテレビ   | テレビ朝日系列                | ◎1981年3月打ち切り                                                                              |
| 香川県・岡山県 | 瀬戸内海放送       | テレビ朝日系列                | ◎                                                                                               |
| 愛媛県         | 南海放送           | 日本テレビ系列                | ◎途中打ち切り                                                                                   |
| 福岡県         | 九州朝日放送       | テレビ朝日系列                | ◎                                                                                               |
| 長崎県         | 長崎文化放送       | テレビ朝日系列                | ◎1990年4月開局から                                                                              |
| 熊本県         | 熊本朝日放送       | テレビ朝日系列                | ◎1989年10月開局から                                                                             |
| 大分県         | 大分放送           | TBS系列                       | ○途中打ち切り                                                                                   |
| 宮崎県         | 宮崎放送           | TBS系列                       | ◎途中打ち切り                                                                                   |
| 鹿児島県       | 鹿児島放送         | テレビ朝日系列                | ◎1982年10月開局から                                                                             |

- 放送時間は原則として土曜 12:00 - 13:00だったが、一部の地域では時差ネットで放送されていた。